# Polynema quadripetiolatum
Polynema quadripetiolatum är en stekelart som beskrevs av Girault 1938. Polynema quadripetiolatum ingår i släktet Polynema och familjen dvärgsteklar. Inga underarter finns listade i Catalogue of Life.